# Bonito (Pará)
Bonito este un oraș în statul Pará (PA), Brazilia.